# 日本ケアサプライ
株式会社日本ケアサプライ（にっぽんケアサプライ、英: Nippon Care Supply Co.,Ltd.）は、東京都港区に本社を置く福祉用具のレンタル・販売卸会社。三菱商事グループに属しており、東京証券取引所スタンダード市場に上場している。

## 概要
「社会基盤整備に貢献するプロジェクト」として、三菱商事が設立した企業である。
介護保険制度の対象となる福祉用具（電動ベッド、車いす、入浴補助用具等）を、福祉用具レンタル事業者に貸与・販売するサプライサービス（BtoB）を展開している。その他、オリジナル福祉用具の開発・販売、「けあピア for デイ」（通所サービス事業者向け専門サイト）の運営も行っている。

## 沿革
- 1998年（平成10年） - 株式会社日本ケアサプライを設立。
- 2004年（平成16年） - 東京証券取引所マザーズ市場に上場。
- 2004年（平成16年） - 「福祉用具の消毒工程管理認定制度」の認定を全拠点で取得。
- 2005年（平成17年） - プライバシーマークを取得。
- 2007年（平成19年） - 厚生労働省よりくるみんマーク（次世代認定マーク）を取得。
- 2011年（平成23年）11月22日 - 8億2888万円で自社株買いを実施。
- 2014年（平成26年）8月1日 - 市場選択により東京証券取引所第二部に市場変更。

## その他
- 平成20年度に地域経済総合研究所より｢ちいき経済賞｣を受賞。
- 平成22年度に日本生産性本部より｢ハイ・サービス日本300選｣を受賞[2]。
- オリジナル福祉用具として開発した「ケアフィット」が、2001年日本経済新聞優秀製品・サービス賞優秀賞、日経産業新聞賞を受賞。
- 福祉用具受発注システム「e-KaigoNet」が、2002年度三菱商事「ＩＴ社長賞」を受賞。